# الكسندر ليون
الكسندر ليون (بالألمانية: Alexander Lion)‏ هو طبيب عام ألماني، ولد في 15 ديسمبر 1870 في برلين في ألمانيا، وتوفي في 2 فبراير 1962 في شفابمونشن في ألمانيا.